# 黒田秀樹
黒田 秀樹（くろだ ひでき、1958年4月30日 - ）は、日本のCMディレクター、映画監督。黒田秀樹事務所代表。信州大学特任教員。

## 来歴
大阪府豊中市出身。関西大学第一高等学校、関西大学社会学部卒業。
高校時代、大阪府豊中市内の中学同窓生を中心とした4人でロックバンド「銀童子」を結成し、ドラマーとして活動。1976年、高校3年生で大阪Aブロック代表のバンド「アラバマ」のドラマーとして8.8Rockday'76本大会に出場をはたしている。その後、人気バンド「ナッツベリーズ」に参加。CMディレクター・映画監督の中島信也とは高校時代の音楽仲間。
大学卒業後の1982年に電通映画社に入社。三共リゲインのCM「24時間タタカエマスカ」では自ら作詞したCMソング「勇気のしるし」が大ヒットした。同作品は1990年にカンヌ国際広告祭においてブロンズ賞を受賞する。
1990年にフリーへ転身。サントリー「ペプシマン」、マンダム「GATSBY」、資生堂「TSUBAKI」、明治「Meltykiss」、「Indeed」などを手掛ける。
また、CMのみならずオムニバス映画「バカヤロー!3 へんな奴ら」、「いぬのえいが」を監督。MVでは藤井フミヤ、福山雅治、サザンオールスターズ、井上陽水、SMAP、AKB48 、ももいろクローバーZなども手掛ける。
カンヌ国際広告祭、ACC賞、ADC賞、など受賞歴多数。
他に、講師として、広告批評「広告学校」、インターナショナルアカデミー「京都広告塾」、宣伝会議のコピーライター養成講座やCMプランニング＆ディレクション講座、東京工芸大学、映像テクノアカデミア、静岡コピーライターズクラブ、静岡文化芸術大学、京都精華大学、信州大学にて登壇する。
審査員としては、「NHKミニミニ映像大賞」、「マンダムGATSBY学生CM大賞」、「TOHOシネマズ学生映画祭」、「宮崎県美術展・映像部門」、「my Japan Award」、「JAC AWARD」、東レエンジニアリンググループ「修士研究応援 TRENG Support」等も務める。

## 主な作品

### CM
- 第一三共ヘルスケア「リゲイン・24時間タタカエマスカ」（時任三郎）
- 日本生命保険 「ナイスディ」（大地真央）、「新生きるチカラFrau」（長谷川京子）
- JR東日本「もっと2」、「ジャンジャカジャーン」（小泉今日子）
- サントリー「ペプシコーラ・ペプシマン」
- マンダム「GATSBY」（本木雅弘、木村拓哉、松田翔太）
- 三共 (パチンコ) SANKYO（ニコラス・ケイジ）
- ジョンソン・エンド・ジョンソン「ニコレット」
- 資生堂「TSUBAKI」(2006年 - 2007年)、「夏ビジン。」(2008年)、「SHISEIDO The Collagen」(2009年 - 2010年)、「TSUBAKI」(2016年)
- トヨタ自動車「トヨタ・ist」（オダギリジョー）、「トヨタ・カローラフィールダー」（木村拓哉）
- シチズン時計「つながる時間」（福山雅治と共同監督）
- 大塚製薬「ポカリスエット」（福山雅治、SMAP）
- 日本航空「FLY!JAL!」（サザンオールスターズ）
- NTTドコモ(土屋アンナ、長瀬智也)
- 江崎グリコ「ポッキー」（YMO）
- インターメスティック「Zoff」（水原希子）
- ソフトバンクモバイル「スマケー」、「Fitbit flex」、「AQUOS PHONE 全身大画MEN」（SMAP）
- パナソニック「LUMIX」（綾瀬はるか、佐藤健）
- 宝くじ（西田敏行 、木村拓哉）
- サントリー「金麦クリアラベル」（北川景子、森山未來）
- 資生堂「エリクシール」(2015年)（滝川クリステル、篠原涼子）
- 日清食品「カップヌードル」(2018年)（EXILE）
- earth music&ecology（2018年）（宮崎あおい、鈴木京香、広瀬すず）
- GYAO!「ギヤ王」（木村拓哉）
- 森永製菓「inゼリー」（櫻井翔、多部未華子）
- 日本コカ・コーラ「ジョージア」(2021年 - 2022年)（山田孝之、広瀬アリス、磯村勇斗）
- SUPER STUDIO「ecforce／牛乳を注ぐ男篇」（なかやまきんに君）
- 明治「Meltykiss」(2011年〜)（新垣結衣）
- indeed (2017年 - 2023年)（斎藤工、泉里香）、(2019年)「ワンピース篇」、(2024年〜)「LE SSERAFIM篇」、(2025年)（赤楚衛二、中条あゆみ）

### 映画
- バカヤロー!3 へんな奴ら（1990年）
- いぬのえいが（2005年）

### MV
- 福山雅治
  - 「IT'S ONLY LOVE」（1994年）
  - 「HELLO」（1995年）
  - 「HEY!」（2000年）
  - 「Gang★」（2001年）
  - 「東京」（2005年）
  - 「化身」（2009年）
- 藤井フミヤ
  - 「GIRL FRIEND」（1995年）
  - 「Another Orion」（1995年）
  - 「Snow Crystal」（1996年）
- サザンオールスターズ
  - 「夢に消えたジュリア」（2004年）
  - 「愛と欲望の日々」（2004年）
- SMAP
  - 「Dear WOMAN」（2006年）
  - 「さかさまの空」(2012年）
  - SMAP TOUR オープニング、ジャンクション、エンデイング映像
    - 「SMAP 2008 super.modern.artistic.performance tour」（2008年）
    - 「We are SMAP! 2010 CONCERT TOUR」（2010年）
    - 「GIFT of SMAP CONCERT'2012」（2012年）
- ももいろクローバーZ
  - 「サラバ、愛しき悲しみたちよ」（2012年）
  - 「Neo STARGATE」（2013年）
  - 「BIRTH Ø BIRTH」（2013年）
- KOH＋（柴咲コウ・福山雅治）「KISSして」（2007年）
- ET-KING「晴レルヤ」（2007年）
- 井上陽水「Love Rainbow」（2009年）
- AKB48「風は吹いている」（2011年）

## 出版物
- 『広告大入門；増補改訂版』共著、編：広告批評編集部、マドラ出版、1997年
- 『私の広告術』共著、編：広告批評編集部、マドラ出版社、2000年
- 『最新約コピーバイブル』共著、編：宣伝会議コピーライター養成講座、宣伝会議、2007年
- 『効告。企画をヒットさせるために広告クリエイターたちが考えること』共著、編：京都広告塾 、インプレスジャパン、2007年